# Pere Sastre Obrador

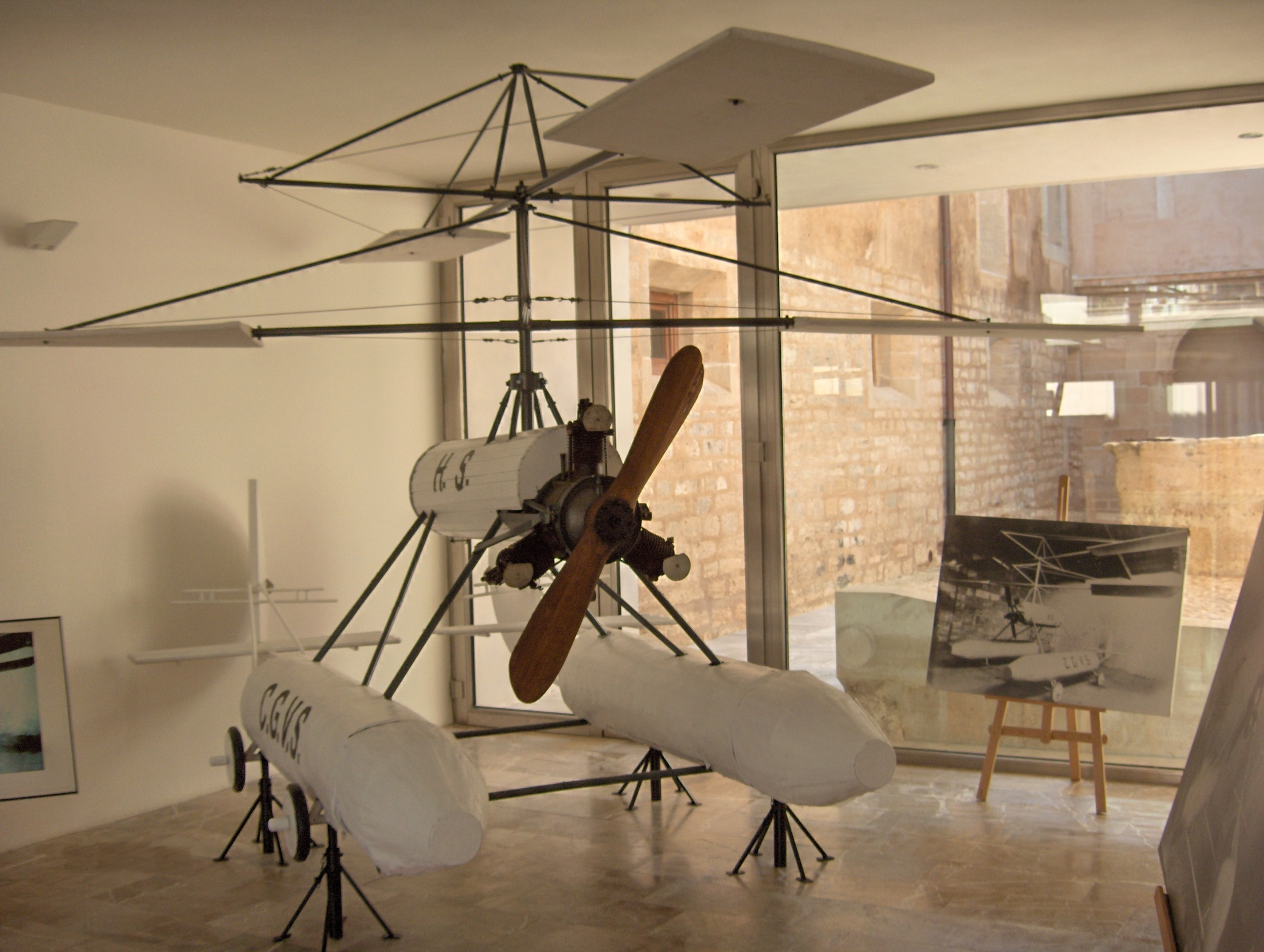
Cometa-Giro-Avión, restauriertes Modell, Ausstellung in Llucmajor 2010

Cometa-Giro-Avión, Handzeichnung des Erfinders

Pere Sastre Obrador, besser bekannt als Pere de Son Gall (* 1895 in Llucmajor, Insel Mallorca; † 1965 ebenda), war ein mallorquinischer Landwirt, Erfinder und spanischer Luftfahrtpionier. Anfang der 1900er Jahre entwickelte er als Autodidakt den ersten spanischen Tragschrauber.

## Geschichte
Der Name Pere de Son Gall bezieht sich auf Son Gall, den Namen des landwirtschaftlichen Anwesens der Eltern von Pere Sastre Obrador. Sein Vater starb, als er noch sehr jung war. Zusammen mit seiner Mutter und seiner Schwester musste er die Arbeit auf dem Hof übernehmen.
Sein Interesse galt jedoch der Technik und der Physik. Er studierte zahlreiche Bücher über Mathematik und Luftfahrttechnik. Seine Vision war, ein Fluggerät zu bauen, das sowohl auf der Stelle schweben, über Land fliegen und auch auf dem Meer landen und starten konnte. Er fertigte zahlreiche Zeichnungen, Dokumente und Versuchsmodelle an. In einer Scheune begann er 1920 mit dem Bau des Fluggeräts, das von einem 3-Zylinder-Sternmotor aus einem Motorrad angetrieben werden sollte. Er nannte seine Konstruktion Cometa-Giro-Avión. Den ursprünglich vorgesehenen Vierblattpropeller ersetzte er durch einen Zweiblattpropeller.
Da Pere Sastre nicht über die finanziellen Mittel verfügte, um seine Konstruktion flugtauglich zu machen, reiste er mit den Plänen und Bildern nach Madrid und präsentierte seine Idee dem spanischen Kriegsminister Don Juan de La Cierva y Peñafiel. Der Minister lehnte eine Unterstützung ab, die Konstruktionspläne verblieben in Madrid.
Juan de la Cierva, der Sohn des Ministers, patentierte Sastres Erfindung als Autogiro. Ciervas weiterentwickelter Nachbau startete am 17. Januar 1923 mit dem Militärpiloten Gómez Spencer zu den ersten Flugversuchen. Vierzehn Tage später gelang dann der erste wirkliche Flug über eine Strecke von vier Kilometern.
Sastre kämpfte viele Jahre um seine Anerkennung, erst nach seinem Tode wurde seine Erfindung öffentlich. In der spanischen Presse, Radio und Fernsehen wurde über den Plagiatvorwurf berichtet. 2011 zeigte der spanische TV-Sender IB3 eine Dokumentation.

## Posthume Würdigung
- In der Stadt Llucmajor wurde eine Straße nach Sastre benannt.[6]
- Das Institut für Berufsbildung (IES) wurde nach seinen Namen benannt.
- Die Stadtverwaltung von Llucmajor präsentiert seit 1979 in mehreren Ausstellungen das Modell des ersten spanischen Tragschrauber von Pere de Son Gall.